# أولاد عزوز الغربيين (أولاد عزوز)
أولاد عزوز الغربيين هي إحدى مشيخات المملكة المغربية، تتبع جغرافيا لإقليم خريبكة وإداريًا لأولاد عزوز. يقدر عدد سكانها بـ 2329 نسمة حسب الإحصاء الرسمي للسكان والسكنى لسنة 2004.